# Saga Rail

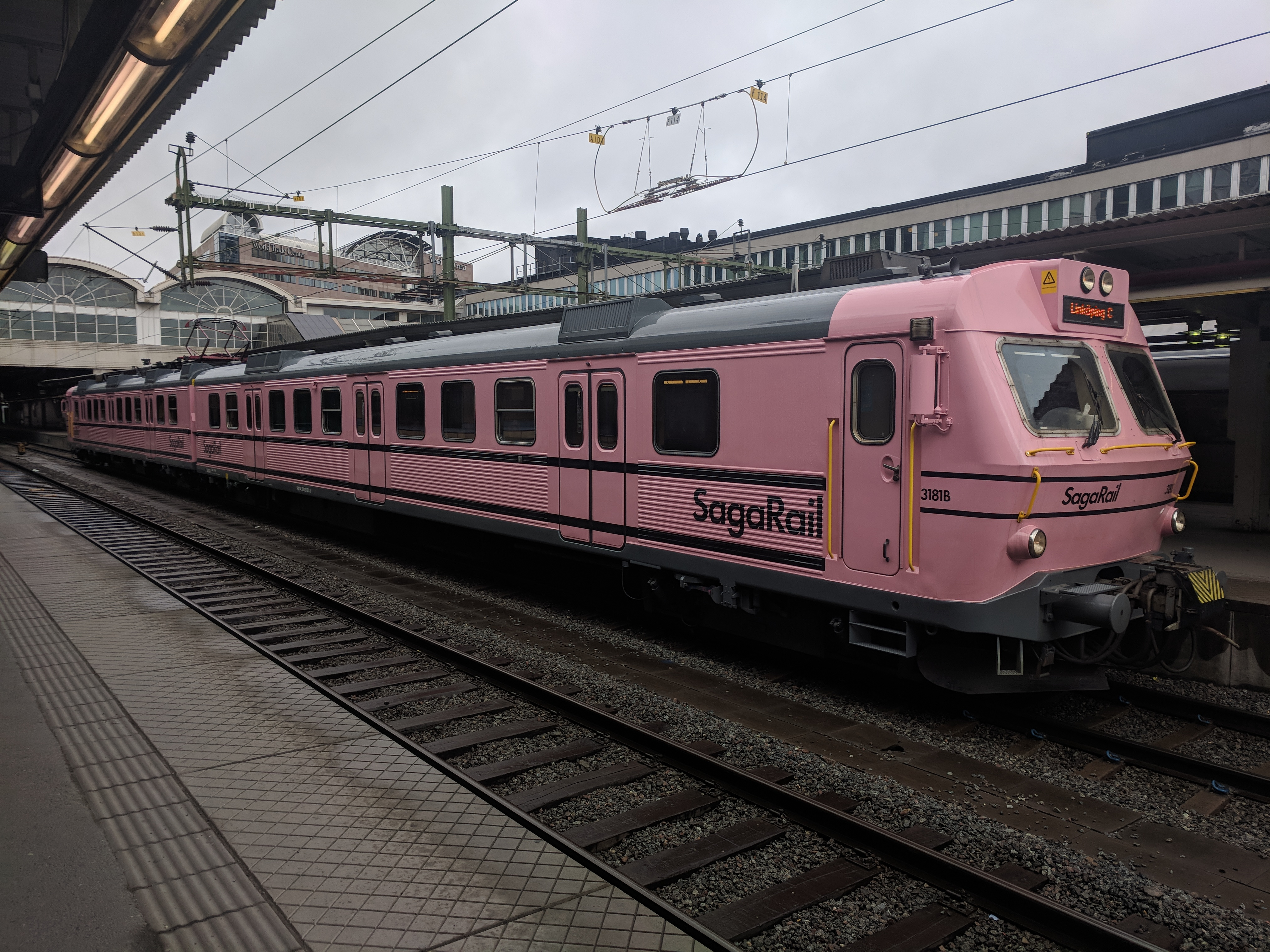
X 10 3181 von Saga Rail am Stockholmer Hauptbahnhof

Saga Rail ist eine schwedische Eisenbahngesellschaft, die von Februar bis Juni 2018 am Freitag und am Sonntag die Strecke Stockholm–Linköping mit Zwischenhalt in Nyköping und Norrköping bediente. Sie ist eine Tochtergesellschaft von Stockholm-Roslagens Järnvägar (konsult) AB. Die Gesellschaft besitzt keine eigenen Fahrzeuge.

## Geschichte
Die erste Fahrt fand am 23. Februar 2018 statt. Die Strecke wurde von umgebauten Zügen des Typs SL X10 bedient, die ursprünglich als Nahverkehrszüge im Großraum Stockholm verkehrten. Dafür hatte Saga Rail die Triebwagen X10 3178, 3181 und 3186 sowie 3177 als Ersatzteilspender von SL angemietet und rosa lackieren lassen.
Am 15. Juni 2018 wurde der Verkehr mangels Fahrgästen eingestellt. Laut Saga Rail lag dies daran, dass die Fahrgäste im Internet und in der App auf der SJ-Seite nach Abfahrten suchten. SJ hatte jedoch festgelegt, Saga Rail und andere Wettbewerber, die die gleichen Strecken wie SJ fahren, nicht in ihre Suchfunktion aufzunehmen.
SJ ermöglichte nur die Einbeziehung von Unternehmen, die andere Strecken als die Hauptstrecken von SJ befahren, wie etwa Verkehrsverbünde und Tågåkeriet i Bergslagen (Tågab), in die Fahrplansuchfunktionen von SJ. Saga Rail erhob beim Konkurrensverket (Wettbewerbsbehörde – KKV) gegen das Vorgehen von SJ im Juni 2018 Einspruch, was MTR Express im selben Jahr ebenfalls tat. Im Juni 2019 forderte Konkurrensverket die Regierung auf, das Fahrplan- und Buchungssystem zu überprüfen.
Saga Rail hat die angemieteten Züge seit der Einstellung des Verkehrs an Tågab weitervermietet.
Nach Angaben auf der Webseite von Saga Rail soll der Verkehr wieder aufgenommen werden, wenn Fahrkarten über die SJ-Seite verkauft werden können.